# 非正常死亡
非正常死亡在法医学上指由外部作用导致的死亡，包括火灾、溺水等自然灾难；或工伤、医疗事故、交通事故、自杀、他杀、受伤害等人为事故致死。与之相对的正常死亡（自然死亡），则指由内在的健康原因导致的死亡，例如病死或老死。原因不明的死亡可能先被列为非正常死亡，在确定死因之后被重新归为正常死亡（例如心肌梗塞）。

## 各地異同

### 中國大陸
在中华人民共和国，地方公安机关常见规定：对怀疑非正常死亡的情况，应由有关部门进行检验以查明死因。死者亲属对检验结果有异议的，由有关部门组织複检后火化处理。另外，家属要求保留尸体的，经批准后应允许保留一段时间（7-10日）。

### 美國
在美國，絕大部分死亡方式都可被歸類為以下六種可能中所描述的某一個類別，其中除第一種情況外均爲非自然死亡：
- 自然

- 事故

- 自殺

- 他殺

- 未知

- 待辦

### 日本
在日本，異常屍體（日语：異状死体）通常由警察機關統一收集處理，其中除因交通事故引發的死亡由交通課處理之外、其餘情況均由刑事課進行信息的搜集和分析工作。刑事課根據犯罪嫌疑有無的观点對屍體進行屍檢分析、並通過其特徵將異常屍體分類爲“犯罪屍體”（犯罪死体）、“存疑屍體”（変死体）以及“非犯罪屍體”（非犯罪死体）三種。
- 死亡形式
  - 自然死亡（老死、一般的病死等）
  - 死因存疑（未確定是署於自然死亡還是非自然死亡、有不自然死亡的懷疑、或者未確定是否由於犯罪行為而導致的死亡）
  - 不自然死亡
    - 死於犯罪（殺人、過失致死等）
    - 未確定（因存有疑點而未能確認或排除犯罪致死的可能性）
    - 並非死於犯罪（游泳時遇溺死亡、在旁觀者目睹見證的情況下跳樓自殺、被雷劈死等）

來源：司法研修所検察教官室編『検察講義案　平成15年版』法曹会，2004.ｐ.22.，中根憲一『我が国の検死制度―現状と課題―』